# Jacques Poujol
Pour les articles homonymes, voir Poujol.
Jacques Poujol, né le 12 février 1922 à Toulon (Var) et mort le 18 février 2012 dans le 15ème arrondissement de Paris, est un historien du protestantisme et essayiste français, ancien résistant.

## Biographie
Jacques Poujol est le fils de Pierre Poujol, professeur de lettres classiques dans plusieurs lycées provençaux et parisiens, l'un des dirigeants du mouvement du christianisme social et auteur de publications sur les Cévennes protestantes et de Marie Teissier de Caladon, descendante d'une famille vébronnaise. Il est l'aîné d'une fratrie de quatre enfants, qui compte notamment Robert Poujol, préfet et historien, la sociologue Geneviève Poujol et Denise Poujol. Il a été le beau-frère de Michel Rocard.
Jacques Poujol fait ses études secondaires au lycée Henri-IV en 1934-1942. Il obtient une licence de lettres classiques à La Sorbonne en 1943, puis, refusant de faire le STO, il rejoint en juin 1943 le maquis de La Soureilhade (qui devient le 12 juillet 1944 le maquis Aigoual-Cévennes). Il y reste jusqu'en septembre 1944. De janvier à août 1945, il combat au sein du 1er RMSM de la Deuxième Division blindée du général Leclerc.
En 1948, il enseigne la littérature française à l'université de Californie à Los Angeles. En 1955 il soutient sa thèse de doctorat sur l’évolution et l’influence de l’idée absolutiste en France de 1498 à 1559, à la faculté des lettres de Paris. Il est ensuite conseiller culturel adjoint à New York de 1961 à 1966, puis conseiller à l’Office national des universités et écoles françaises à Paris, jusqu'en 1978.
Il poursuit sa carrière de professeur jusqu'en 1983 au Centre international d'études pédagogiques de Sèvres.
Il est nommé secrétaire général de la Société de l'histoire du protestantisme français en 1983, fonction qu'il occupe jusqu'en 1988, menant une « œuvre d'érudition et de mémoire » au service de la connaissance du protestantisme.
Il meurt le 18 février 2012.

## Publications
- Édition critique de la Monarchie de France par Claude de Seyssel, Librairie de France, 1961.
- Initiation à la civilisation américaine, (en collaboration avec Michel Oriano), Masson, paris, 1969.
- Cévennes, Terre de refuge, avec Philippe Joutard et Patrick Cabanel, Presses du Languedoc-Club Cévenol, 1987.
- (éd.) Journal de route en Cévennes par Robert-Louis Stevenson, avec Gordon Golding (trad.), Philippe Joutard et J. Blondel. Éditions Privat-Club Cévenol, 1991.
- La France protestante, Histoire et lieux de mémoire, (en collaboration avec H. Dubief, Max Chaleil éditeur, 1992, 454 p.  (ISBN 978-2846210669).
- (dir.) Les Protestants français pendant la Seconde Guerre mondiale, avec André Encrevé), Paris, numéro spécial du Bulletin de la Société de l'histoire du protestantisme français, 1994.
- Protestants dans la France en guerre, 1939-1945, dictionnaire thématique et biographique, Éditions de Paris-Max Chaleil, 2000.
- Itinéraires : Des chrétiens témoignent (2000) en collaboration avec Simone Pacot, Jean Boissonnat et Frédéric de Coninck, éd. Empreinte Temps Présent

## Distinctions
- Vice-président du Club cévenol
- Secrétaire général de la Société de l'histoire du protestantisme français
- Membre de l’Académie des Hauts Cantons (fauteuil II)[6]